# Фонте Брици (Гросето)
Фонте Брици је насеље у Италији у округу Гросето, региону Тоскана.
Према процени из 2011. у насељу је живело 19 становника. Насеље се налази на надморској висини од 120 м.